# Curridabat
Curridabat est une ville dans la province de San José au Costa Rica. Sa population est d'environ 34 000 habitants. La ville est la capitale du canton de Curridabat.